# Exposição Agropecuária do Crato
Expocrato, oficialmente Exposição Centro Nordestina de Animais e Produtos Derivados,  é o maior evento agropecuário do norte-nordeste, com nove dias de duração, realizado anualmente, no mês de julho, no Parque de Exposição Pedro Felício Cavalcanti, na cidade do Crato (Ceará). Constitui-se basicamente de uma feira agropecuária, com desfile e leilão de animais. Durante o evento, são vendidas bebidas e comidas típicas e apresentados espetáculos musicais.

## História
No dia 21 de junho de 1944 foi lançada a 1ª Exposição Agropecuária do Crato pela portaria 100/1944, nomeando como patrono e presidente o professor Pedro Felício Cavalcanti, e criando a primeira Comissão Central Organizadora do evento. Os então organizadores foram à exposição de Uberaba (MG) para trazer um comboio de animais. A Comissão comprou um vagão de animais de raça que saiu de trem para o Rio de Janeiro, de lá veio de navio até Fortaleza e chegou ao Crato de trem. Em meados de setembro do mesmo ano é distribuído entre os criadores da região do Cariri o regulamento da I Exposição Agropecuária do Nordeste, apenas dois meses antes da realização do primeiro evento no Crato, que, naquela época, recebeu a denominação regional.
O evento contou com a presença do então governador do Estado, Francisco de Menezes Pimentel, dentre outros convidados ilustres, dos quais destacam-se o bispo dom Francisco de Assis Pires, que abençoou as instalações do parque, na hora da sua inauguração.
O evento aconteceu no período de 4 a 7 de dezembro de 1944 e obteve grande sucesso. Porém, entre a primeira e a segunda edição houve um intervalo de nove anos, devido à crise provocada pela Segunda Guerra Mundial, que também repercutiu na região do Cariri.
O ex-prefeito do Crato, Ariovaldo Carvalho, um dos remanescentes das primeiras exposições, lembra que somente no ano de 1950, três anos antes do centenário da cidade, o prefeito em exercício, Décio Teles Cartaxo, decidiu reativar a Exposição Agropecuária no antigo bosque, onde hoje está localizada a Praça Alexandre Arraes. Lá foram realizadas a segunda, a terceira e a quarta edições.
No entanto, na quinta edição, na administração do prefeito Ossian Araripe, ex-deputado federal e pai do ex-prefeito do Crato, Samuel Araripe, em parceria com o Ceará, é que o evento foi transferido para o local onde hoje é a sede definitiva do Parque de Exposição Pedro Felício, e o evento então passou a ser realizado de quatro para sete dias.
A denominação Expocrato só tornou-se popularizada a partir da primeira década deste século, quando a exposição ganhou dimensão nacional, tornando-se um megaevento com programação cultural e nomes de grandes artistas. (AV)

## Estrutura
Até 2017, quando a empresa responsável pelos shows era a Luan Promoções e Rba produções, o evento já contava com uma grande estrutura de palco, iluminação e camarotes. Em 2018 novas empresas assumiram a parte de shows da Expocrato, tendo essa parte de entretenimento ganhado nome de "Festival ExpoCrato"; as novas empresas que assumiram a estrutura dos shows foram a Arte Produções, junto com a Social Music, Multi Entretenimento e Mega Som, proporcionando uma estrutura maior que nos anos anteriores e foi adicionado além do setor pista e vip, os camarotes Premium, corporativos e do Rei, e uma roda gigante e tirolesa dentro do espaço de shows
Em 2019, o cantor Gusttavo Lima gravou o seu DVD no Festival ExpoCrato, com o título de “O EMBAIXADOR IN CARIRI”. Já se apresentaram atrações como: Gusttavo Lima, Marília Mendonça, Jorge e Mateus, Matheus e Kaun, Zé Neto e Cristiano, Xand Avião, Simone e Simaria, Wesley Safadão, Luan Santana, Léo Santana, Ferrugem, Dilsinho, Nando Reis, entre outros.
Na parte externa são instalados diversos stands voltados para agronegócios e serviços, como telefonia, farmácia e produtos industrializados. No local, também são instalados uma casa de farinha, um engenho de cana-de-açúcar, palco para apresentações folclóricas (palco Eloi Teles), um espaço da URCA para performance de bandas de MPB, agências bancárias, parques de diversões, floricultura, artesanato e barracas de bebidas e comidas típicas. Entre elas destacam-se a tradicional Barraca de Luís Jacu (Barraca do Flamengo), a Chopperia Saloon, a tradicional barraca de bebidas Rosto, dedicada à execução de reggae e MPB. Na década passada, havia também com uma barraca dedicada ao Rock e MPB, chamada Los Zetas. Nos últimos anos, chegou a contar com uma barraca que também tocava rock, denominada Etanol.
Com a reforma do Parque de Exposições Pedro Felício Cavalcanti em 2018, novos stands serão instalados, além dos dormitórios para criadores, novo espaço de julgamento, museu da Expocrato, novos sanitários, novos pavilhões de animais, praça de alimentação, restaurantes e uma nova avenida que contorna o parque.
Durante os oito dias de Expocrato, são esperados em média 700 mil pessoas no parque de exposições, sendo grande parte de outras regiões do Brasil e do mundo.